# 우치다 고스케
우치다 고스케(일본어: 内田 昂輔, 1987년 10월 2일 ~ )는 일본의 축구 선수이다.

## 구단 경력
과거 오이타 트리니타, FC 류큐에서 활동하였다.